# Сухецьке
Сухе́цьке — село Мирноградської міської громади Покровського району Донецької області, Україна. Населення становить 15 осіб..

## Загальні відомості
Відстань до райцентру становить близько 14 км, з них 5 км - до автошляху Т 0514.
Село на півдні межує з містом Родинське, на північному сході із селом Суворове Добропільського району та на північному заході із містом Білицьке Донецької області. Поруч розташована шахта «Родинська», вугільна компанія «Краснолиманська» та збагачувальна фабрика «Краснолиманська».

## Населення
За даними перепису 2001 року населення села становило 39 осіб, із них 15,38 % зазначили рідною мову українську та 84,62 % — російську.

## Історія
Відомості про перші населені пункти у витоках струмків Липової балки датовані серединою XIX століття. Згідно із даними 1859 року, східніше сучасного села Сухецьке і дачного селища існував хутір Липова Балка (1 двір, 4 чол.), який належав землевласнику Є. А. Сухецькому. 
В 1889 році землі в районі сучасного села перейшли у власність німецьких колоністів лютеранського віросповідання (прихід «Людвіґсталь-Шидлове»), які заснували тут власне поселення. За даними В.Ф.Дизендорфа, чисельність населення Сухецької колонії змінювалася наступним чином: 1904 рік — 70 осіб, 1914 рік — 138 осіб, 1919 рік — 88 осіб, 1926 рік — 113 осіб, із них 88 німецької національності. 
7 (20) листопада 1917 року, відповідно до Третього Універсалу Української Центральної Ради, увійшло до складу Української Народної Республіки.  
У 20-х роках ХХ століття тут працювала хата-читальня, у 30-х - сільгоспартель. 
Сухецька колонія дала найменування роздільному пункту на залізниці Гришине (Покровськ) — Добропілля — Сухецькому роз'їзду, який знаходився в 900 м (по прямій) на захід від населеного пункту. Із самого початку будівництва залізниці, на роз'їзді мешкала родина залізничників. Поруч із залізничною будкою був колодязь із м'якою водою. У 1920-х — 1930-х роках це була звичайна будка колійників. У 1941-1943 роках будка була зруйнована. До 1960-х років біля зруйнованої Сухецької будки зупинялися приміські потяги, і мешканці Сухецького використовували її для транспортного зв'язку із іншими населеними пунктами. 
Із початком бойових дій на території СРСР у 1941 році, громадяни німецької національності були примусово виселені вглиб території країні (Казахстан, Середня Азія). В Сухецьку колонію (і Донбас в цілому) після закінчення Другої Світової війни переїхали громадяни СРСР (із західних областей УРСР) і Польщі.  
У списках населених пунктів Красноармійського району за 1951-1952 роки по Краснолиманській сільраді числився хутір Сухецький в 3 км від центру сільради, 29 дворів, 125 осіб. При хуторі було збудовано тваринницьку ферму (розводили крупну рогату худобу). 
За 2 км на північний схід від села у витоках Липової балки було обладнано штучну водойму - Сухецький ставок, який використовували для поливу колгоспних полів і відпочинку робітничої молоді. На ставку було обладнано зону відпочинку із човниковою станцією, кафе, дитячим пляжем тощо. Тепер (2017 рік) ставок знаходиться у занедбаному стані, а від човникової станції залишилися лише сваї та фундамент.

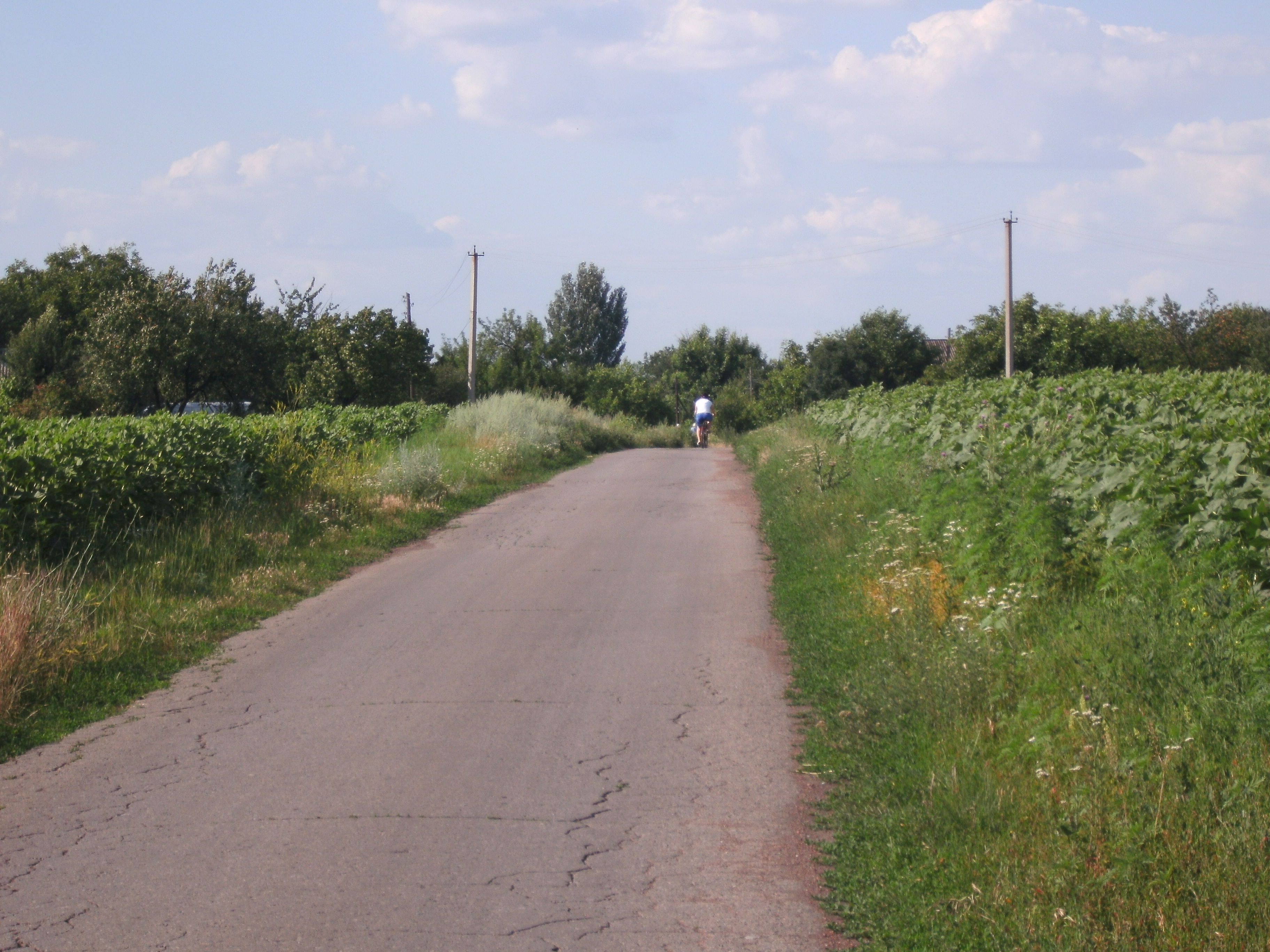
Село Сухецьке — в'їзд з боку Родинського
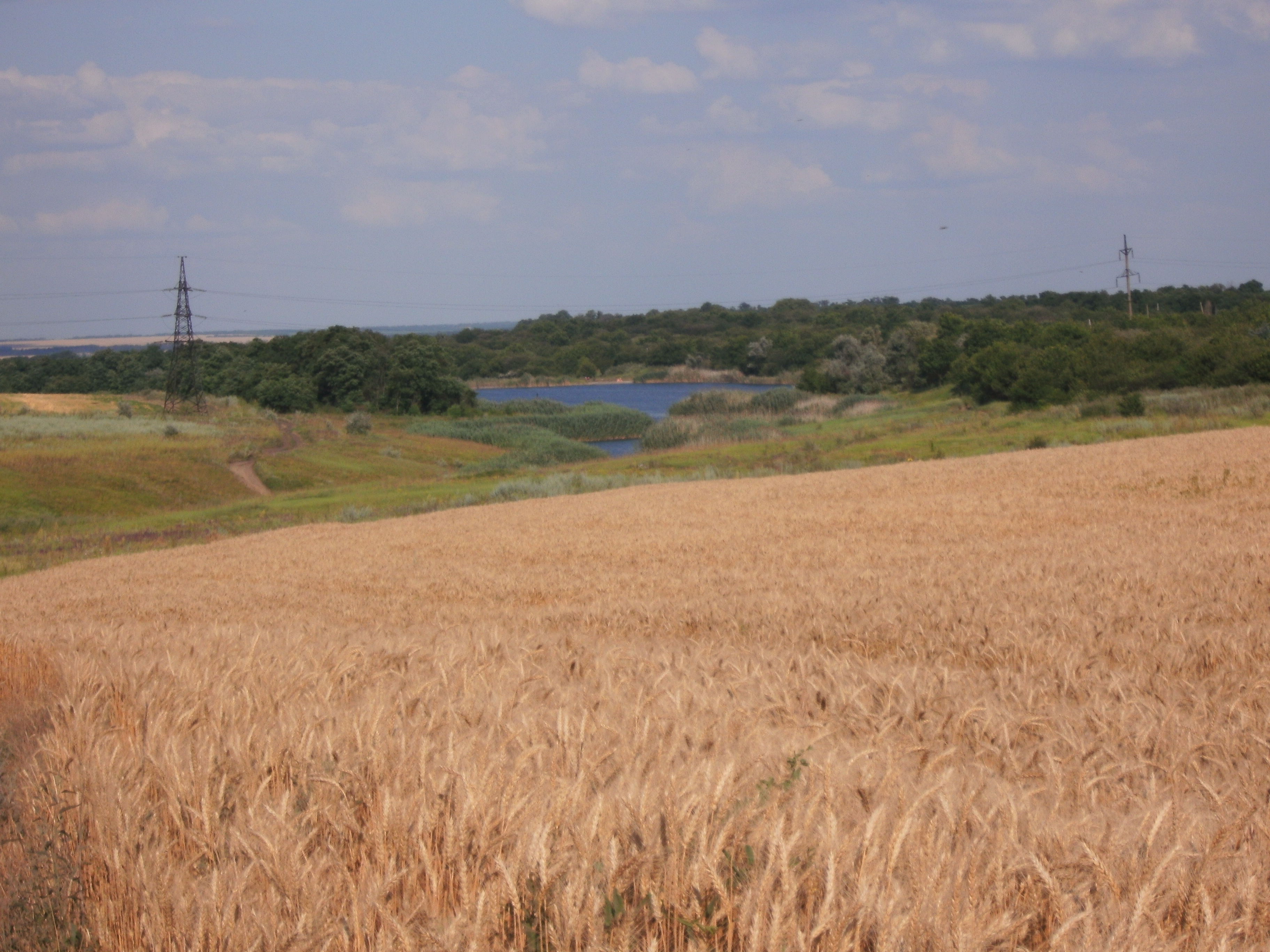
Липова балка і вид на Сухецький ставок
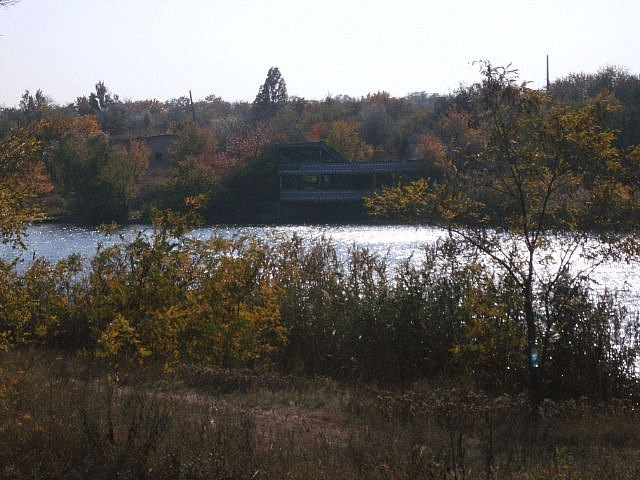
Залишки зони відпочинку на Сухецькому ставку